# NGC 2897
NGC 2897 é uma galáxia lenticular (S0) localizada na direcção da constelação de Hydra. Possui uma declinação de +02° 12' 27" e uma ascensão recta de 9 horas, 29 minutos e 45,7 segundos.
A galáxia NGC 2897 foi descoberta em 6 de Fevereiro de 1864 por Albert Marth.